# سويقة جذرية

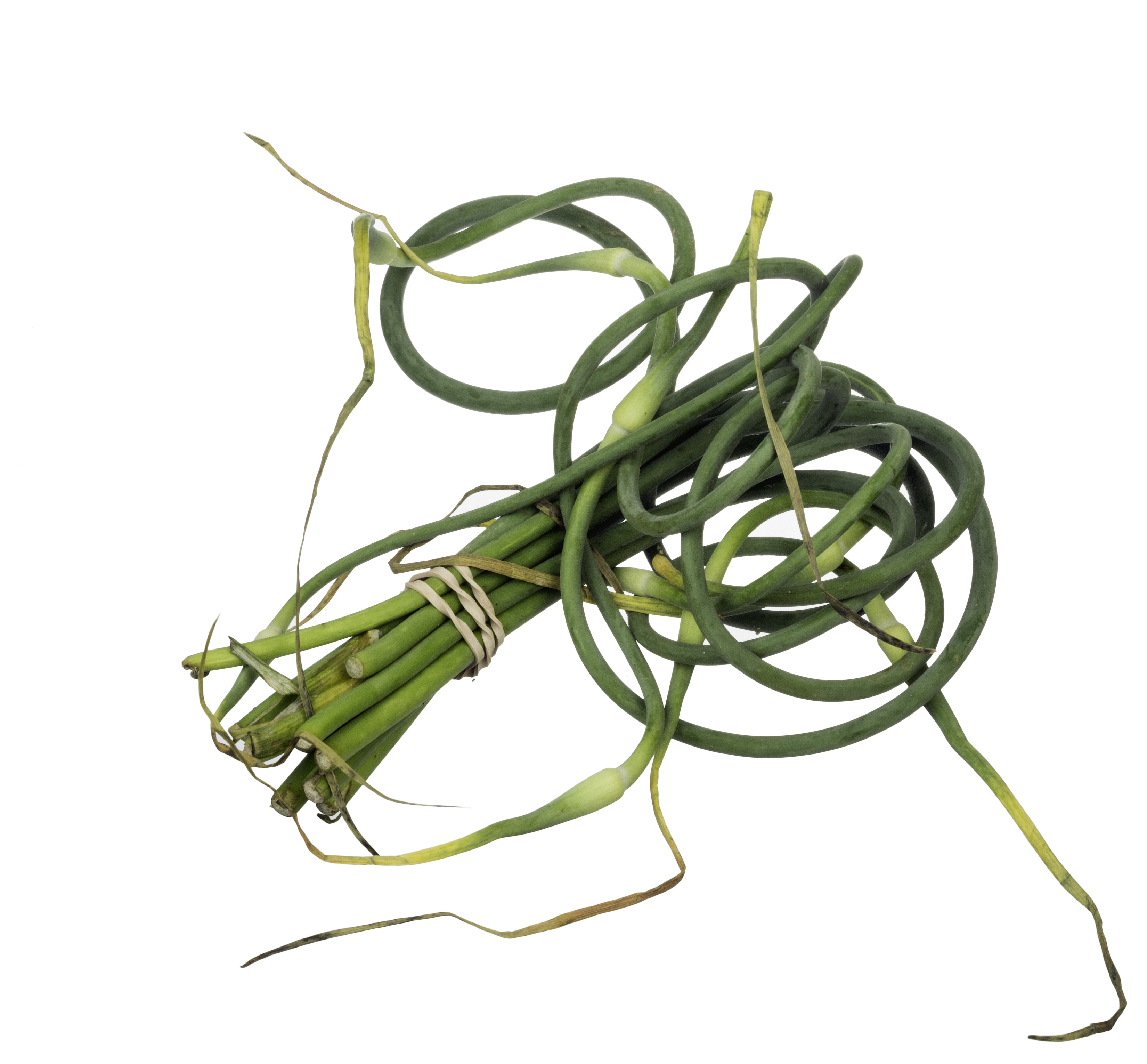
حزمة من السويقات الجذرية للثوم

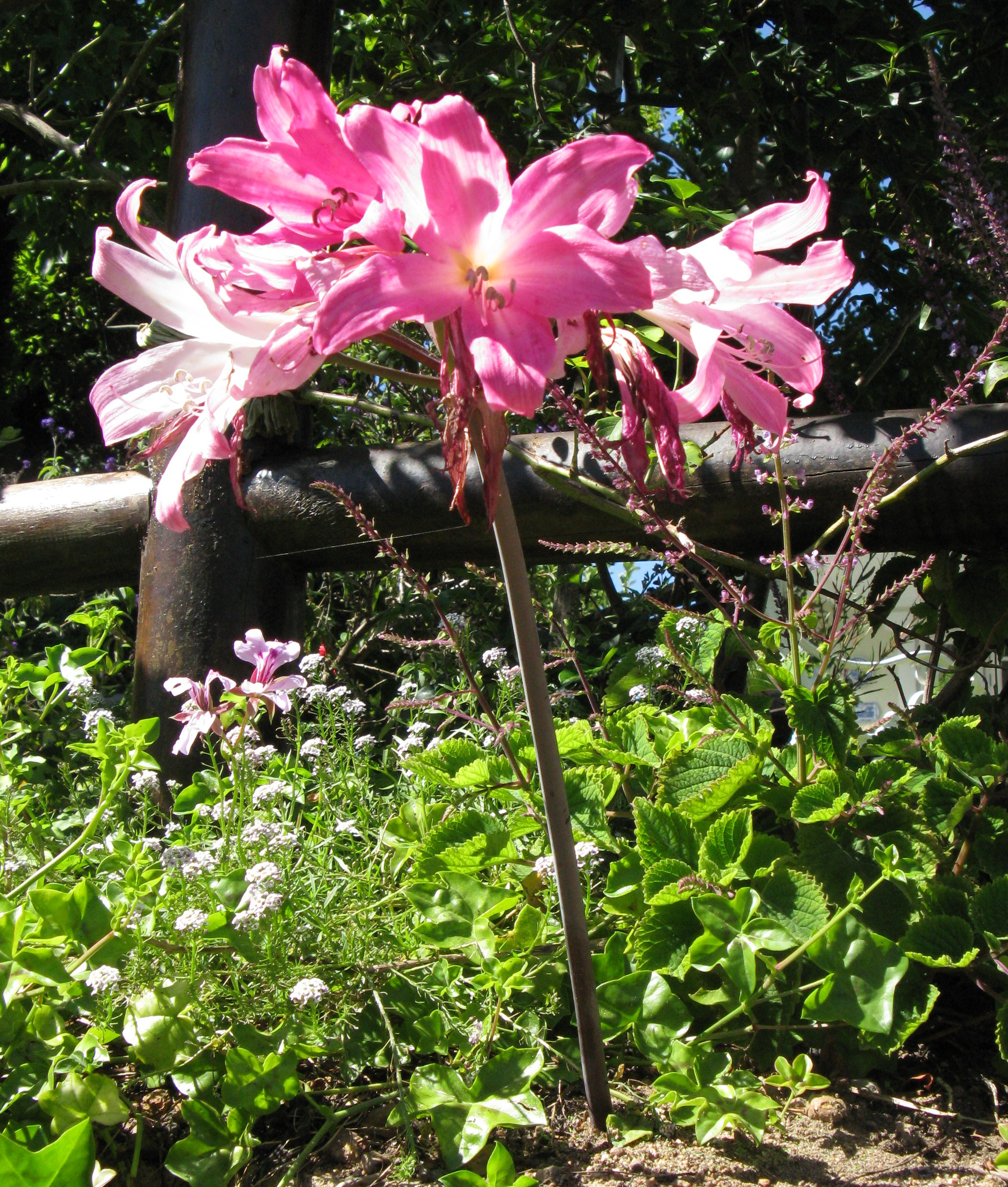
أمارلس ست الحسن وتبدو السويقة الجذرية لها ناشئة مباشرة من البصلة تحت الأرض

السويقة الجذرية (بالإنجليزية: Scape)‏ في علم النبات هي ساق نباتي طويل يشكل جزء قاعدي من السويقة أو كلها. وعادة ما يأخذ شكلا طويلاً بلا أوراق جذعية مزهرة ويرتفع مباشرة من البصلة أو الجذمور أو الهياكل الجوفية أو التحت المائية. 
تستخدم السويقات الجذرية للثوم كخضر.